# Charlotte Stewart
Charlotte Stewart (ur. 27 lutego 1941 w Yuba City w Kalifornii) – amerykańska aktorka. Zagrała między innymi w Głowie do wycierania, Miasteczku Twin Peaks oraz Domku na prerii.
W roku 2016 ukazała się jej książka wspomnieniowa, zatytułowana Little House in the Hollywood Hillls: A Bad Girl's Guide to Becoming Miss Beadle, Mary X, and Me.